# ピエトロ・フルア
ピエトロ・フルア（Pietro Frua 、1913年5月2日 - 1983年6月28日）は、1950年代から1960年代にかけて活躍したイタリアのコーチビルダーでありカーデザイナーである。

## 経歴
フルアは、仕立屋のアンジェラ（Angela ）とフィアットの従業員のカルロ・フルア（Carlo Frua ）の4番目の子供としてイタリア北部の車両製造の中心地トリノで生まれた。彼は放課後にフィアットの養成校で製図工の教育を受けた。フルアの専門的な経歴は17歳の歳にスタビリメンティ・ファリーナ（Stabilimenti Farina ）に製図工として入社した時から始まった。22歳の時には彼は、既に数百人の従業員を擁するトリノのコーチビルダーであるファリーナのスタイリング部門の部長となっていた。ここでフルアは、彼の生徒でもあり生涯を通じての友人であるジョヴァンニ・ミケロッティと初めて出逢った。ミケロッティは、フルアが1937年に彼自身のスタジオを始めた時にフルアの後を継いでファリーナのスタイリング部門の長となった。
第2次世界大戦の間、自動車デザインの仕事はほとんどなく、フルアは子供用の自動車や電気オーブン、キッチンユニット、同様にモノコック構造のスクーターまで手掛けた。フルアは戦後の計画を練り、1944年に爆撃で破壊された工場を買い取り、従業員も15人雇い入れ（この中には1966年に自分のカロッツェリアを立ち上げるセルジオ・コジオッラ（Sergio Coggiola ）がいた）、工場を車のデザインと製造用に改装した。フルアの最初の作品として知られるのは1946年のフィアット・1100Aスポーツバルケッタである。マセラッティは最初の顧客の中の1社で、彼らの新しい2L、6気筒エンジン搭載のスポーツカー・A6G用のスタイリングデザインの契約をした。1950年から1957年の間にフルアは19台のスパイダーと7台のクーペを異なる3種類のデザインのシリーズ（これらの中にはA6 GCSレーシング・シャーシに架装された物も含まれていた）で製造した。
1957年、フルアは自分の小さな車体製造会社をトリノのカロッツェリア・ギアに売却した。ギアのディレクターのルイジ・セグレ（Luigi Segre ）はフルアをギア・デザインの長に任命した。この短い期間にフルアは十分価値ある商業上の成功を収めたルノー・フロリードを担当した。この成功はセグレとフルアの間に車の「父権」をめぐっての確執を引き起こした。フルアはギアを去り、再び自身のデザインスタジオを立ち上げた。
同じ頃ペレ・ピーターソン（Pelle Petterson ）は、フルアの注意深い指導の下ボルボ・P1800をデザインした。当然のごとく、この車はしばしばフルアの作品であると言われている。
1957年から1959年の間にフルアは、以前はトリノのギアのスイス支店でこの時は既に独立していたギア・エーグル（Ghia Aigle ）で何台かをデザインした。ジョヴァンニ・ミケロッティは、この地位のフルアの前任者だった。
ギア・エーグルが車体製造を止めた後、元の従業員アドリアーノ・グリエルメッティ（Adriano Guglielmetti ）は自分でビジネスを始めジュネーヴにカロッセリー・イタルスイス（Carrosserie Italsuisse ）を設立した。再びピエトロ・フルアは自らデザインし、この会社の多分ほとんど全ての試作車を造りあげた。1960年のシボレー・コルヴェア似の船形ビートルの後、1961年のジュネーヴ・モーターショーにイタルスイスは2台のスチュードベーカーのシャーシに架装した味のあるボディの車と共にマセラッティ3500GTIクーペを自社のスタンドに出展した。1964年にはオペル・カデットのメカニズムに可愛らしい小さなスパイダーボディを架装した。
1960年代には、ピエトロ・フルアはイタリアで最も著名なカーデザイナーだった。「フルア・ライン」とは、独身男性の良き嗜好と同義であった。彼は一品物やプロトタイプの1台1台の端々まで全て稼動する機能部品を取り付けることを追い求め、しばしばヨーロッパ中のモーターショーに自分で運転して行ってそれらの車を出展した。
1963年の50歳という脂の乗りきった時期に、フルアはドイツで最も小さい自動車会社のハンス・グラースのためにGTクーペとカブリオレをデザインした。これらの車はBMWがグラースを買収した後も1968年までBMW GTとして生産された。
同年、何台かの一品製作車を依頼した後にフルアとの関係を再構築したことで、マセラッティはフルア社製ボディのミストラルとクアトロポルテを発表した。これらの車でマセラッティは、高級でパワフルだが控えめな車といった市場での新しい地位を確立した。
1965年にACは、ミストラルの形状を踏襲したフルア社製ボディの7Lエンジン搭載のAC フルア・スパイダーを発表した。1967年にはクーペもこれに続いた。
同年、スイスのモンテヴェルディはフルア社製ボディのスポーツクーペを造りはじめた。この当時はクライスラー製エンジンを搭載していた。
1960年代の末、フルアは無駄を承知で自身の手によるグラース車の延命を図るために、BMWに対して1ダースもの試作車の提案をした。BMWは自社の手でこの種の車を造ることに決めたが、今日なおBMWの”悪しき面”にフルアの影響が垣間見える。
1967年にスイスのレーサーでフェラーリの輸入業者のペーター・モンテヴェルディ（Peter Monteverdi）は、自社のスポーツカーでフルア社製ボディのモンテヴェルディ・375Sの製造を開始した。
フルア社の製造能力の限界のために、後のモデルの生産はトリノのカロッツェリア・フィッソーレに任された。
1970年代にはフルアの新作発表の機会は減ったが60代にしてなお彼は、すでに現場で各々の役割を果たしている若い後輩達に自分の持ち味やクラフトマンシップを実地に教えた。しかしながら、もはや10週間以内に細部まで仕上げた（ハリボテではない）実機能モデルを仕上げるなどという需要はなかったし、スペシャルボディの一品物を注文するような顧客もいなかった。
1982年にピエトロ・フルアは癌の宣告を受け、その年の秋に手術を受けたが成功しなかった。フルアと長い間彼を助けてきたジーナ（Gina ）は、1983年6月28日の彼の死の少し前に結婚した。フルアの70歳の誕生日の数週間後のことだった。

## 代表作
- マセラッティ・A6G54（1950年 - 1957年）
- フィアットフルア（1953年）
- ルノー・フロリード（196年）
- ボルボ・P1800（1963年）
- クアトロポルテ（1964年）
- マセラッティ・ミストラル（1964年）
- グラース・1300GT（1963年）
- グラース・1700（1964年）
- グラース・2600（1966年）
- AC・428（1965年）

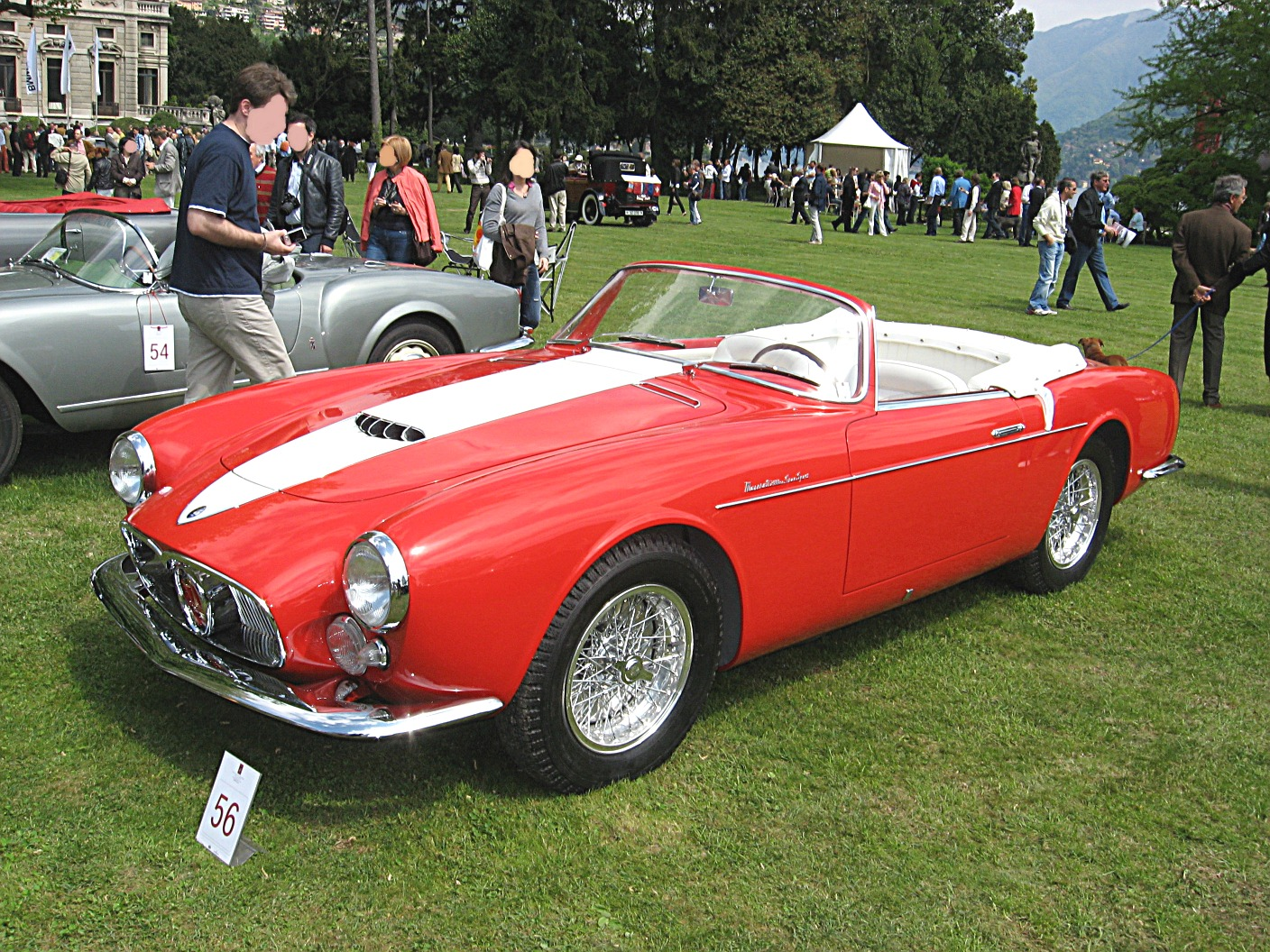
マセラッティ・A6G54
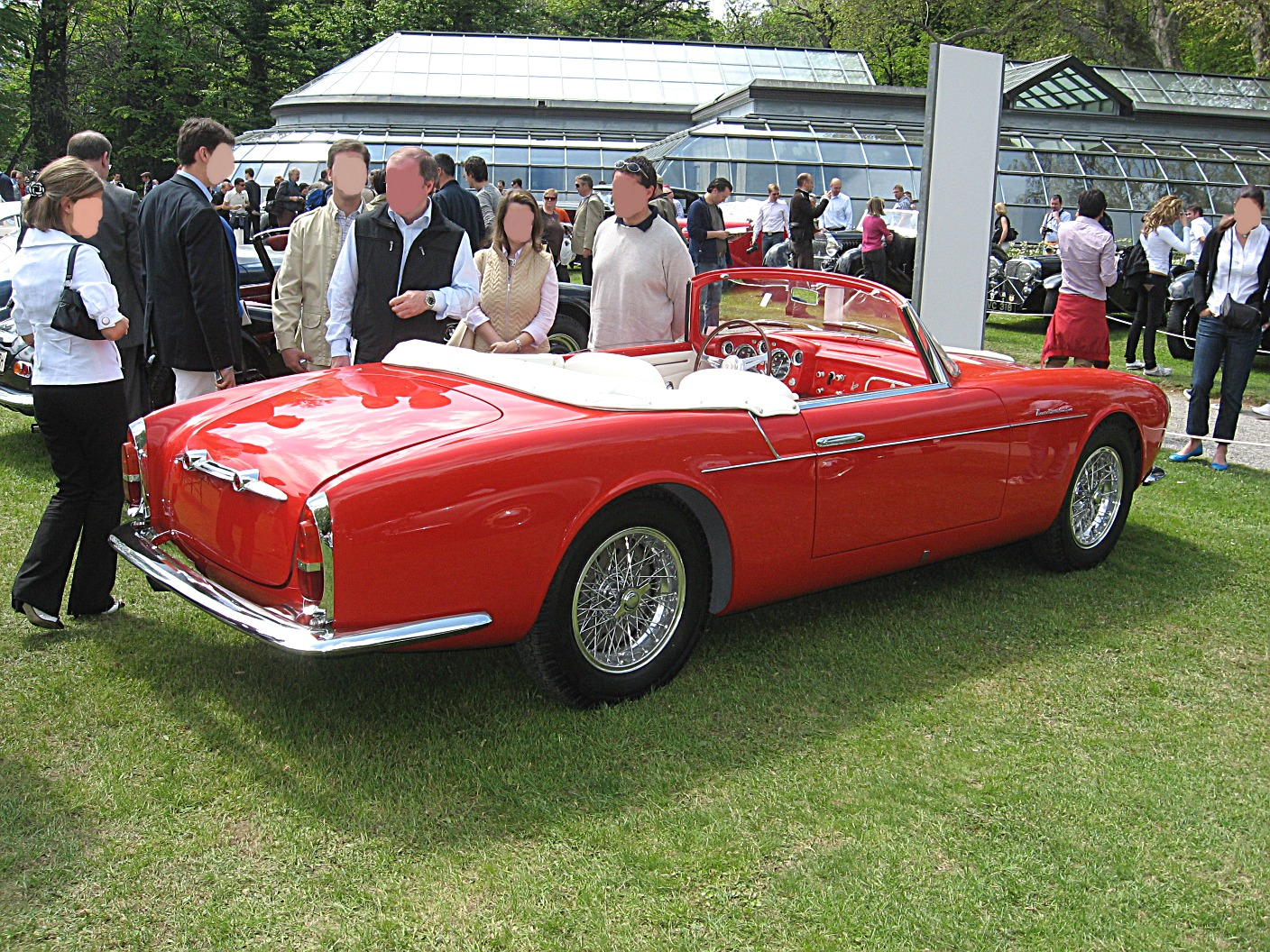
マセラッティ・A6G54
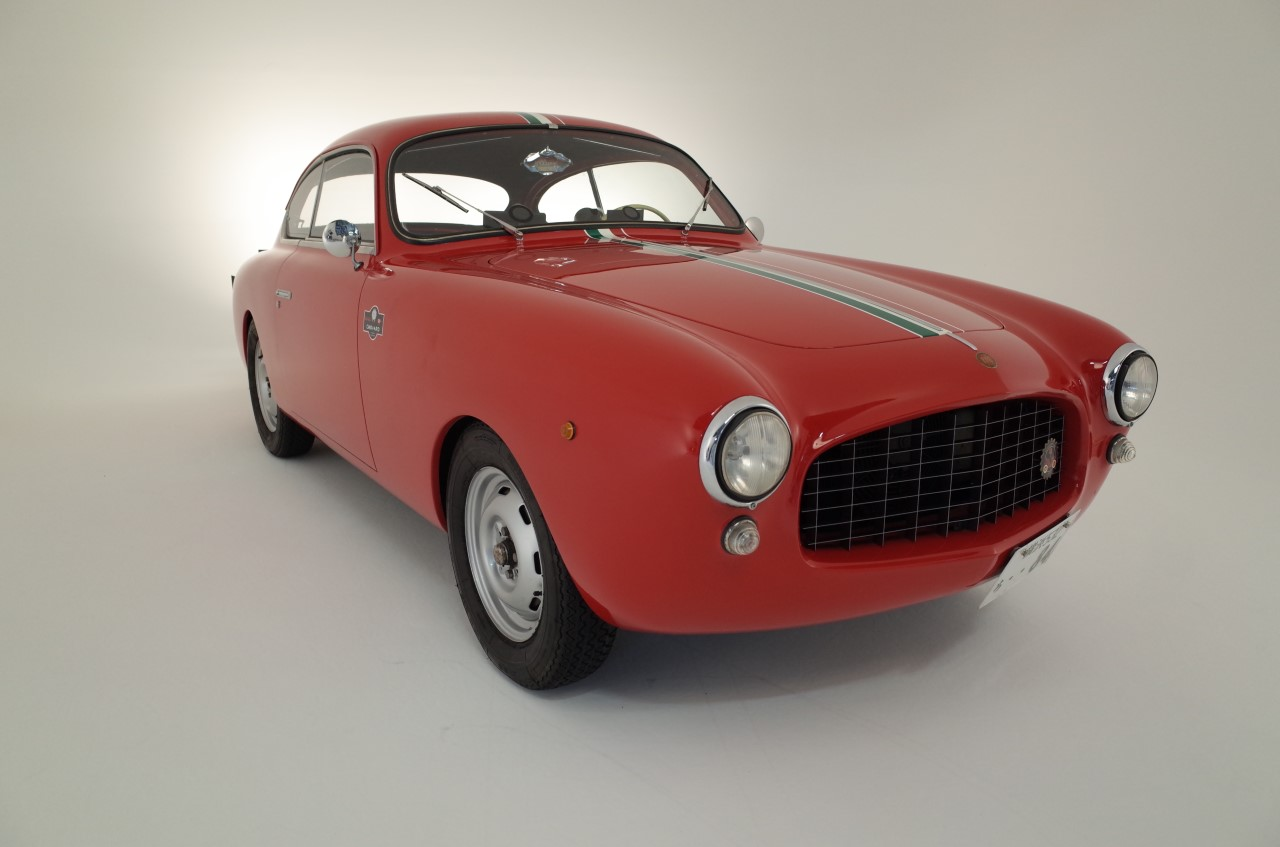
フィアットフルア
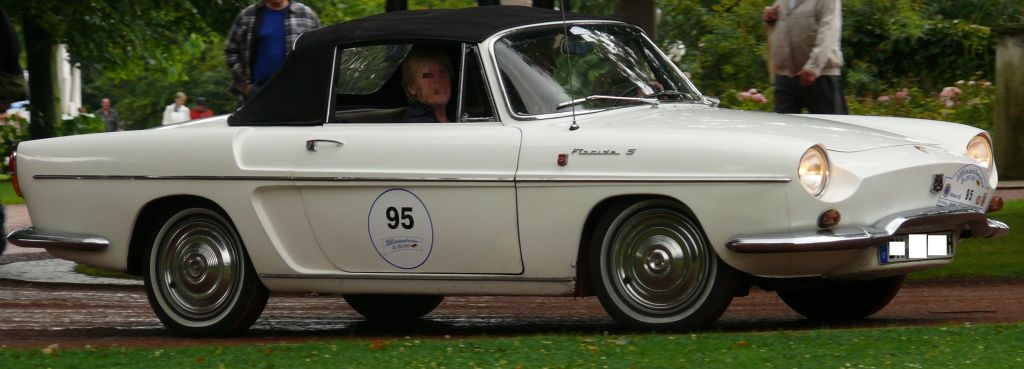
ルノー・フロリード
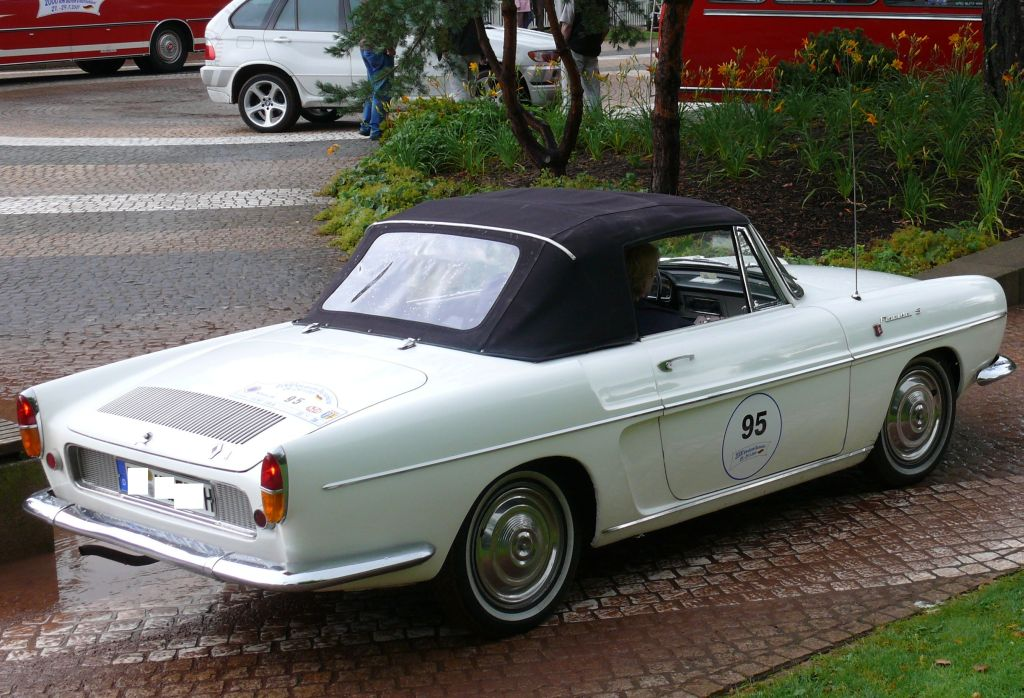
ルノー・フロリード
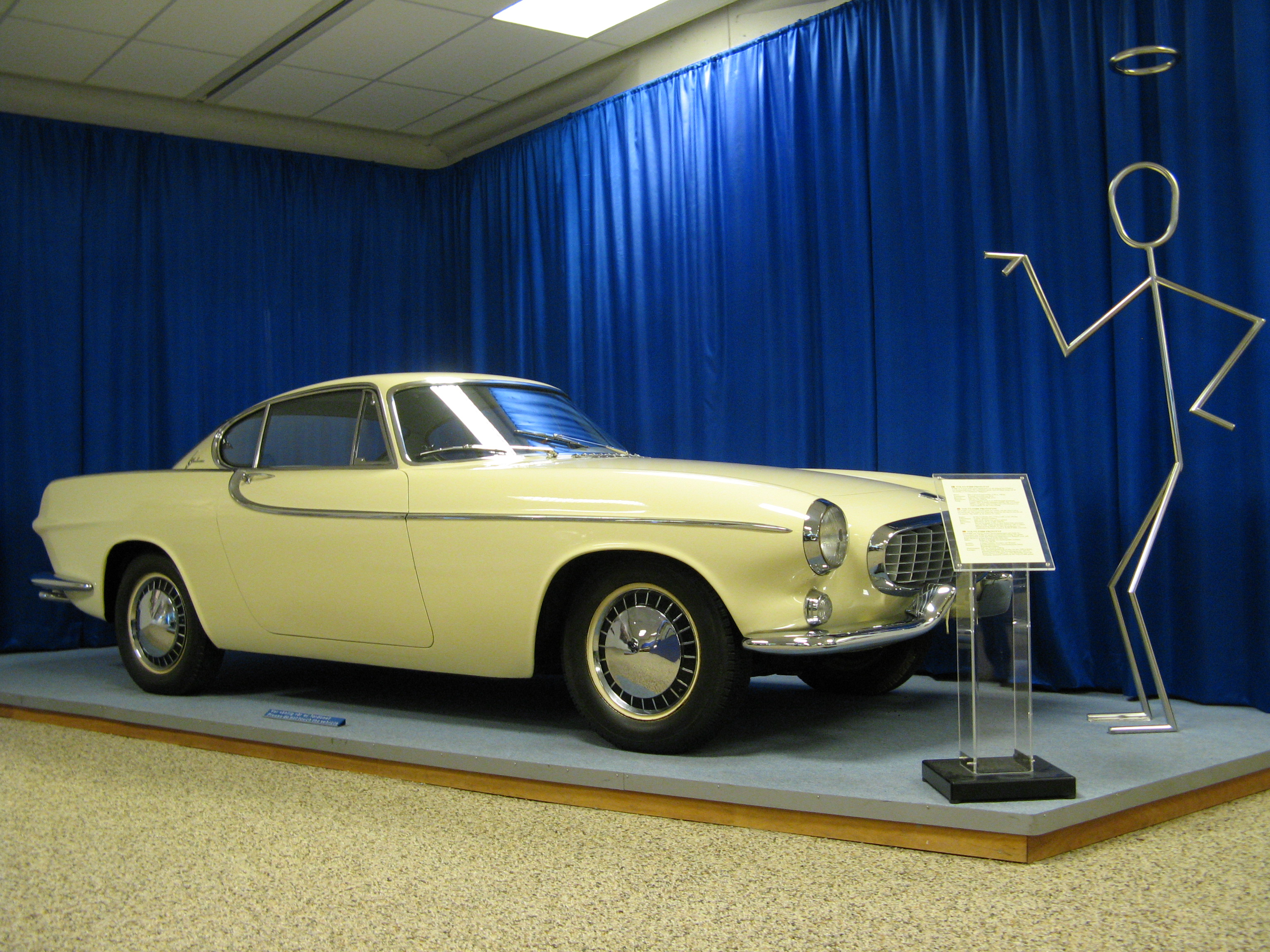
ボルボ・P1800
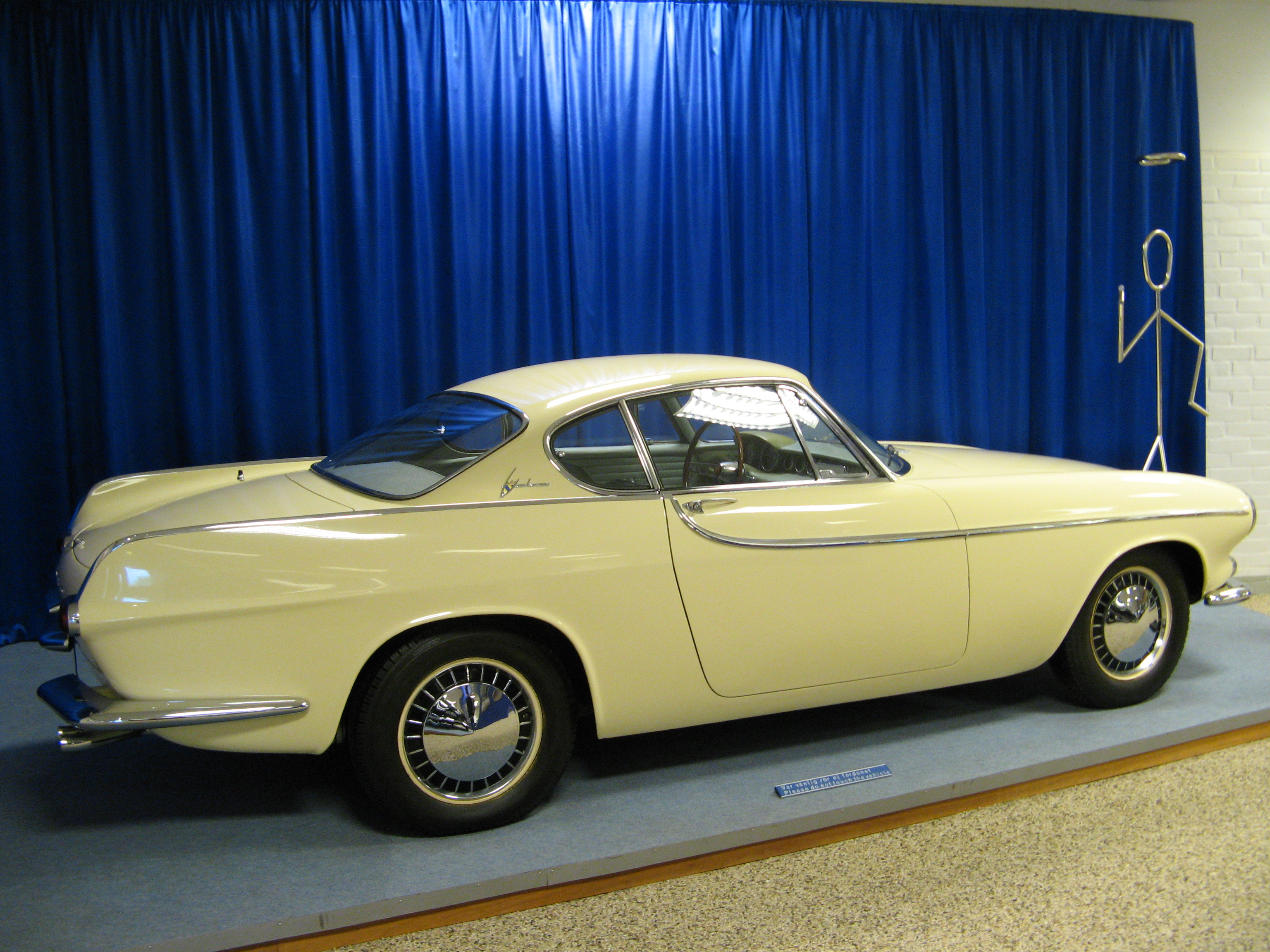
ボルボ・P1800
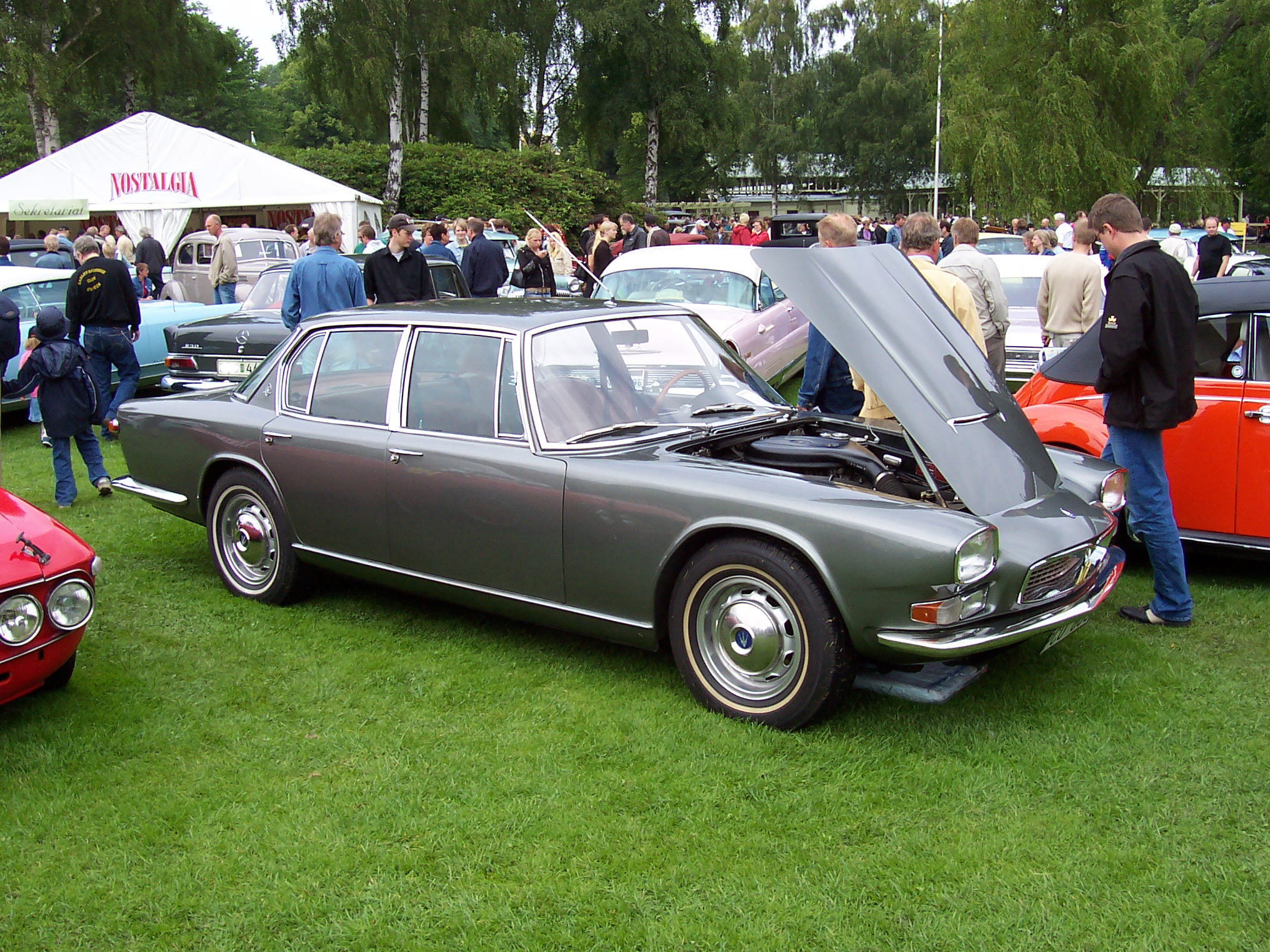
マセラッティ・クアトロポルテ
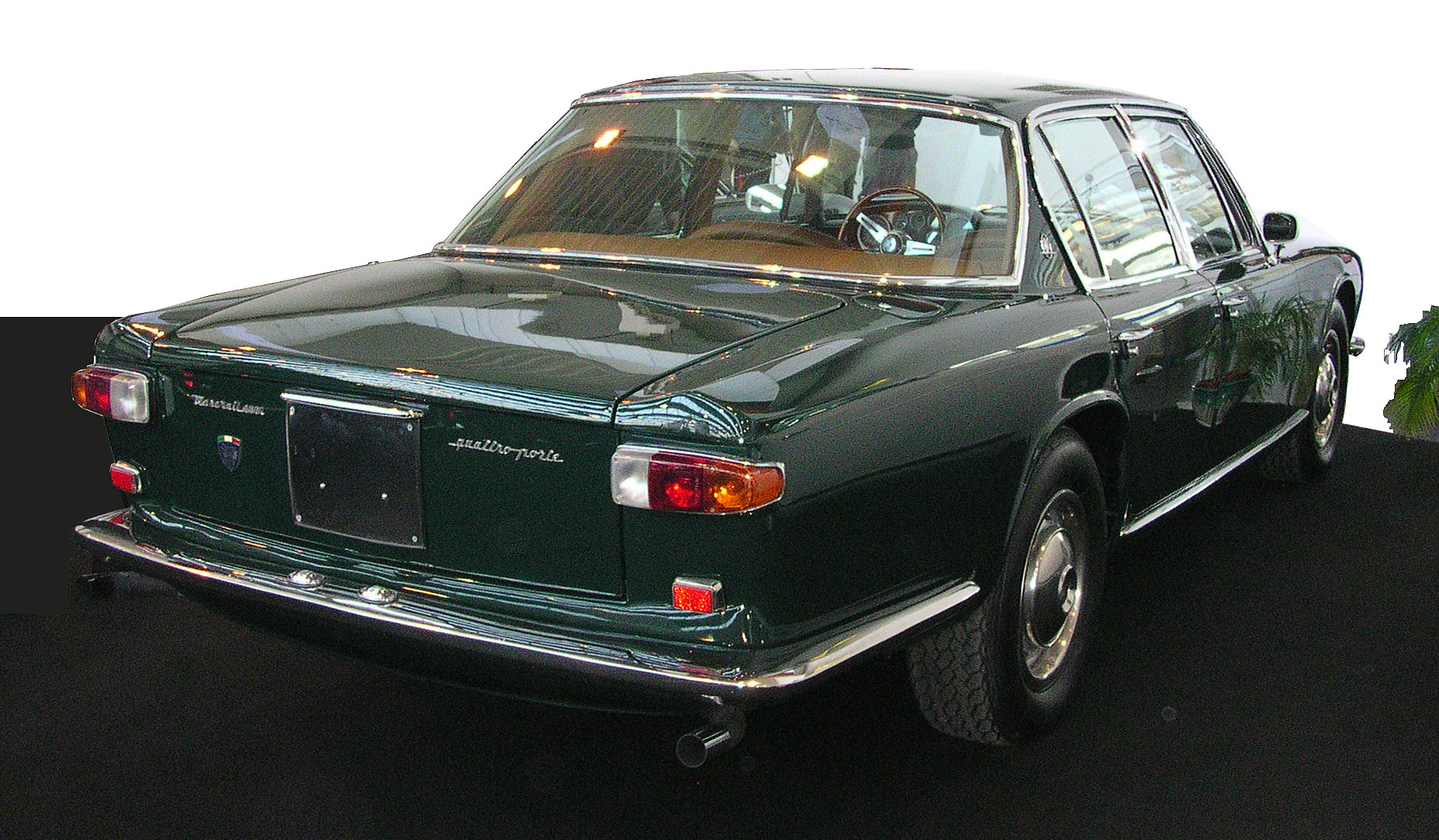
マセラッティ・クアトロポルテ
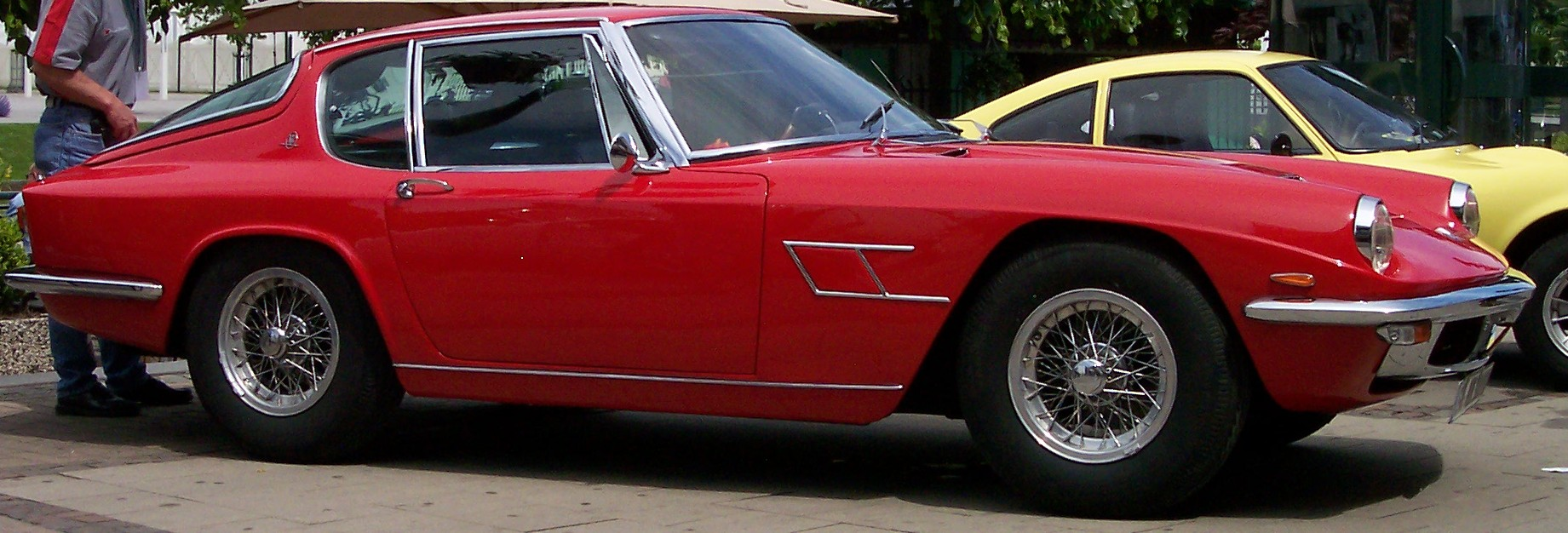
マセラッティ・ミストラル
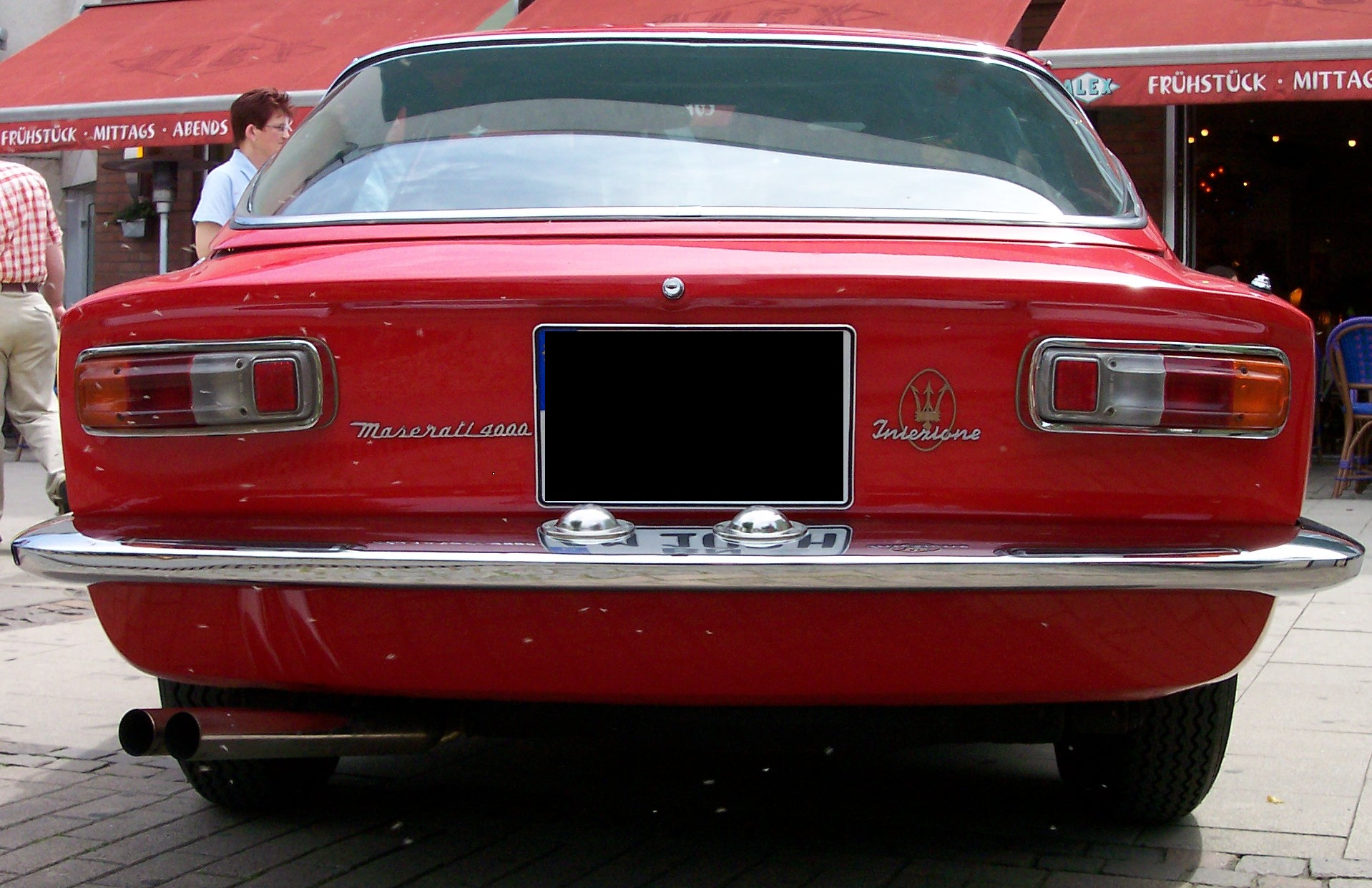
マセラッティ・ミストラル
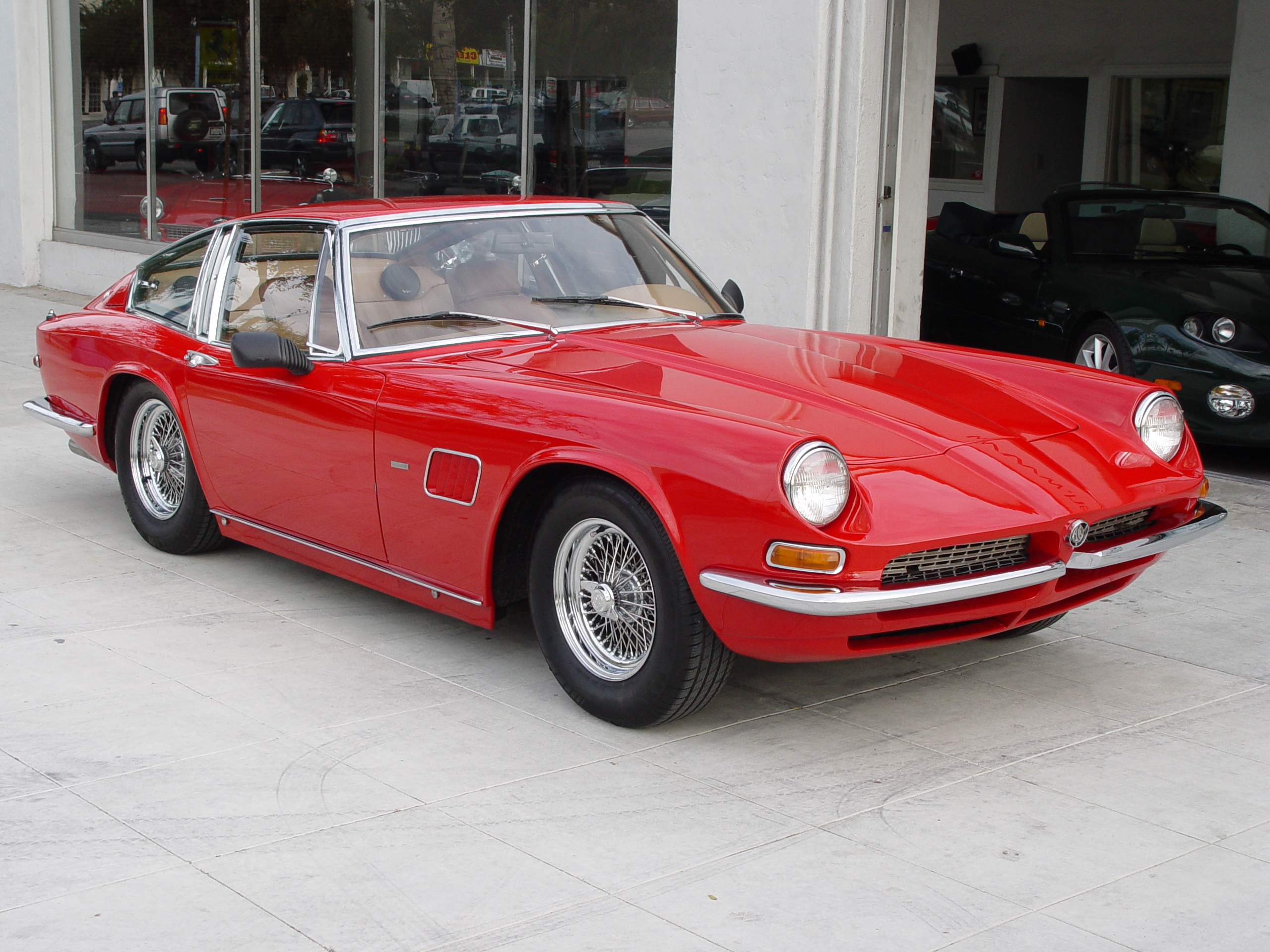
AC428
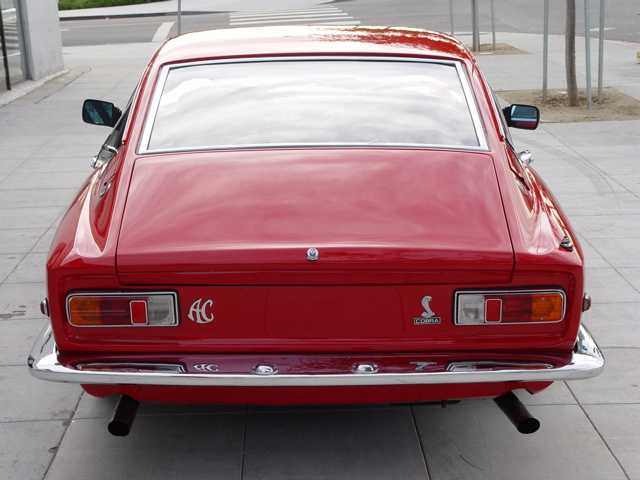
AC428
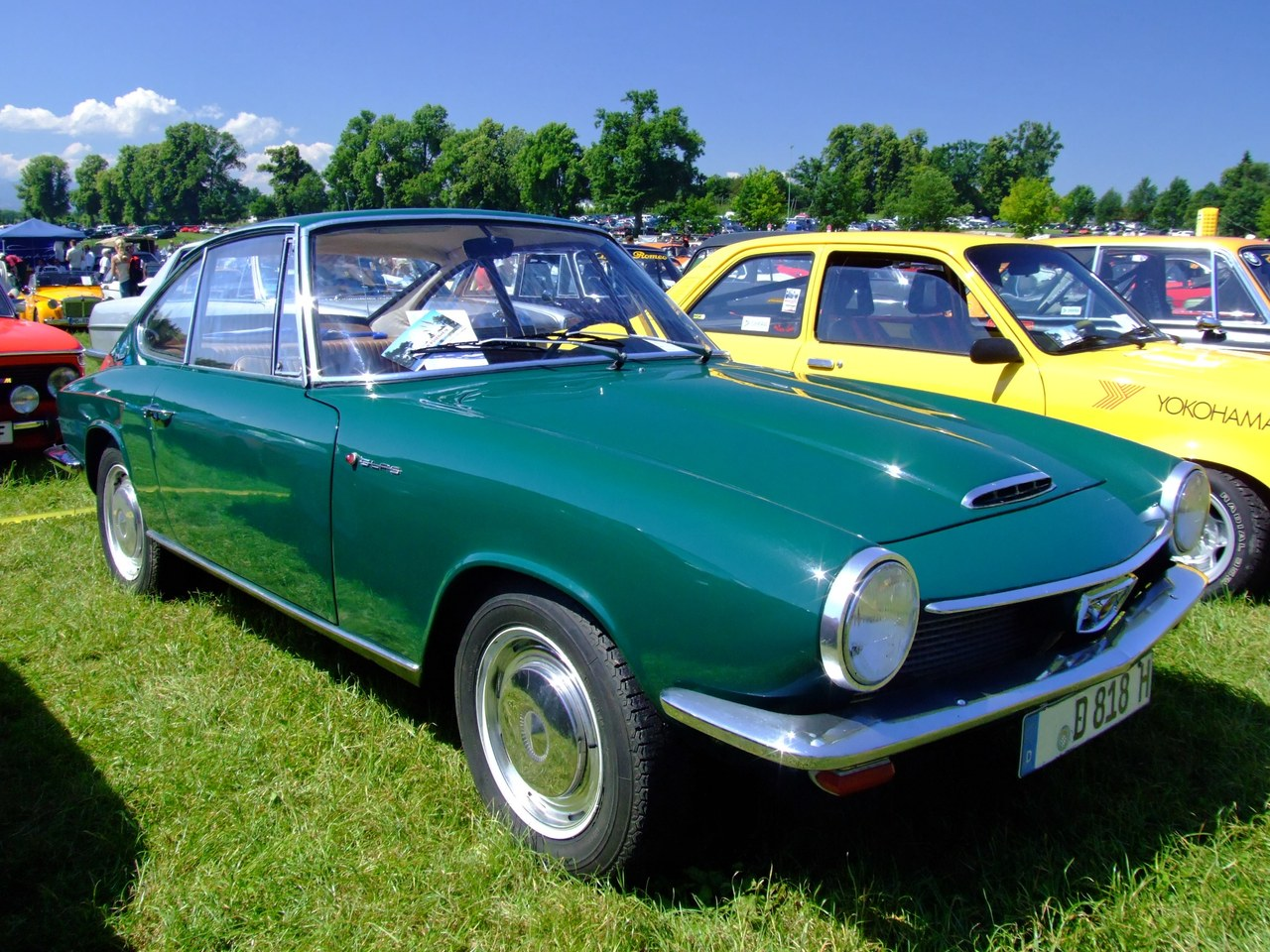
グラース1300GT
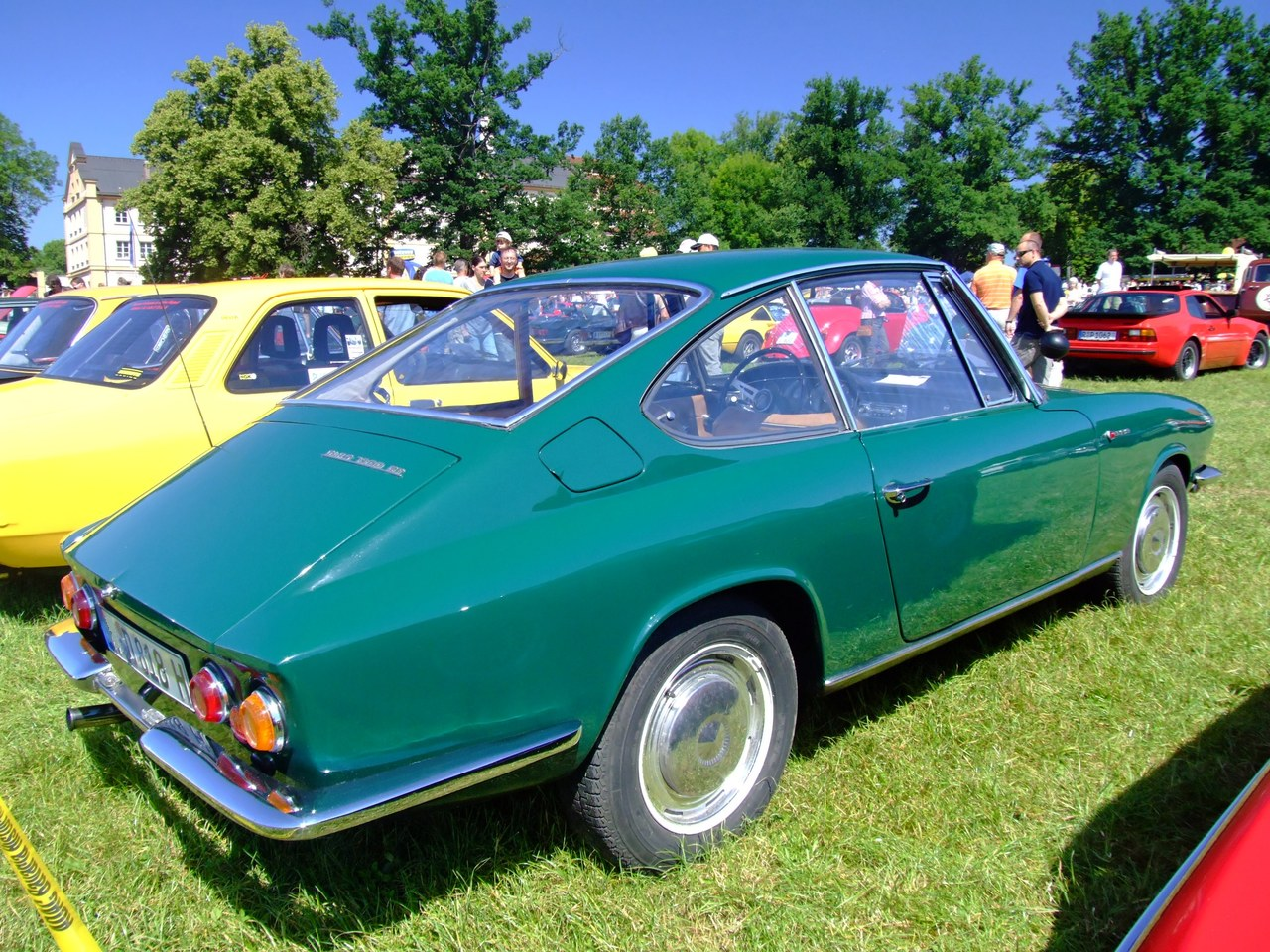
グラース1300GT
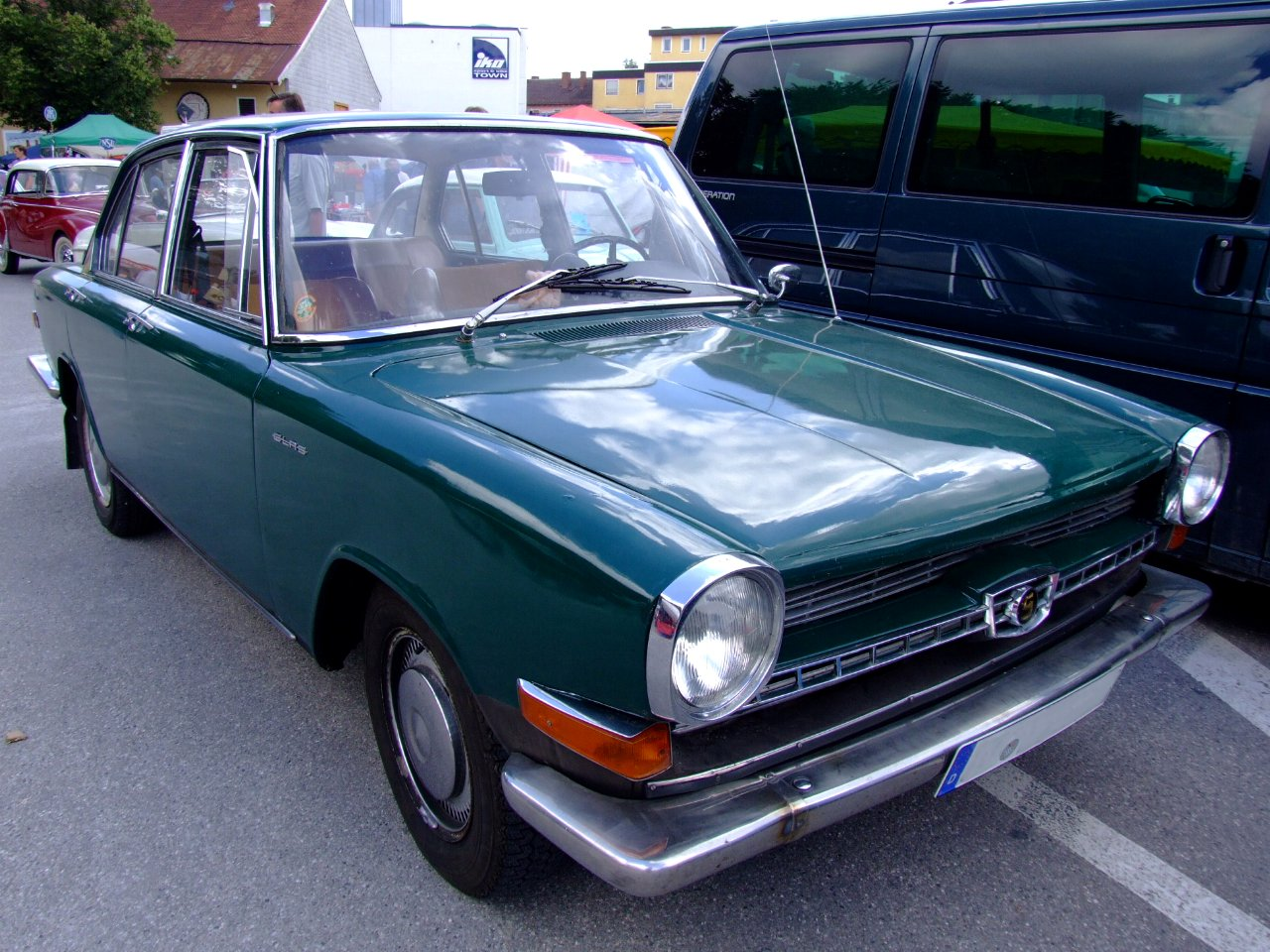
グラース1700
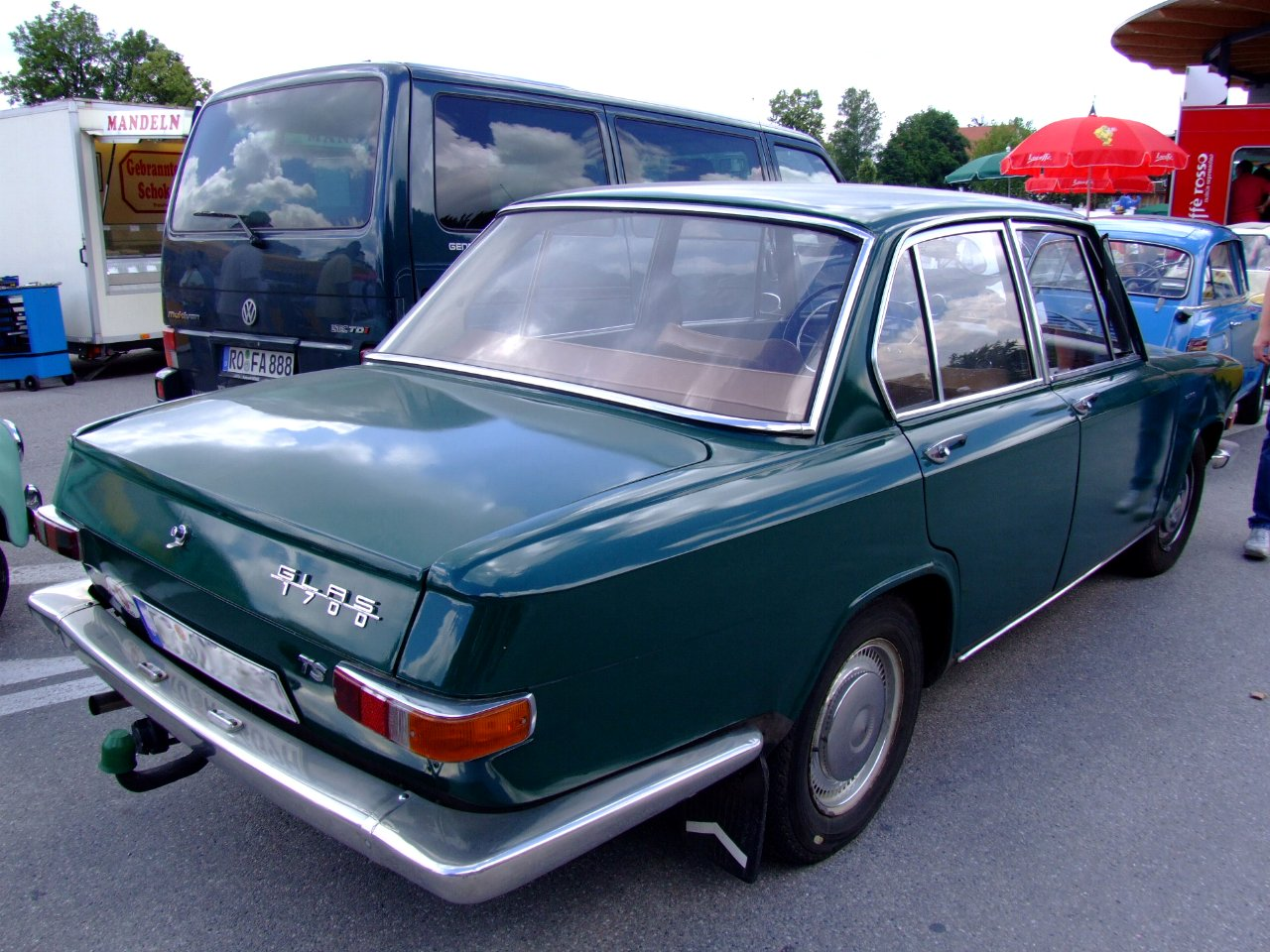
グラース1700
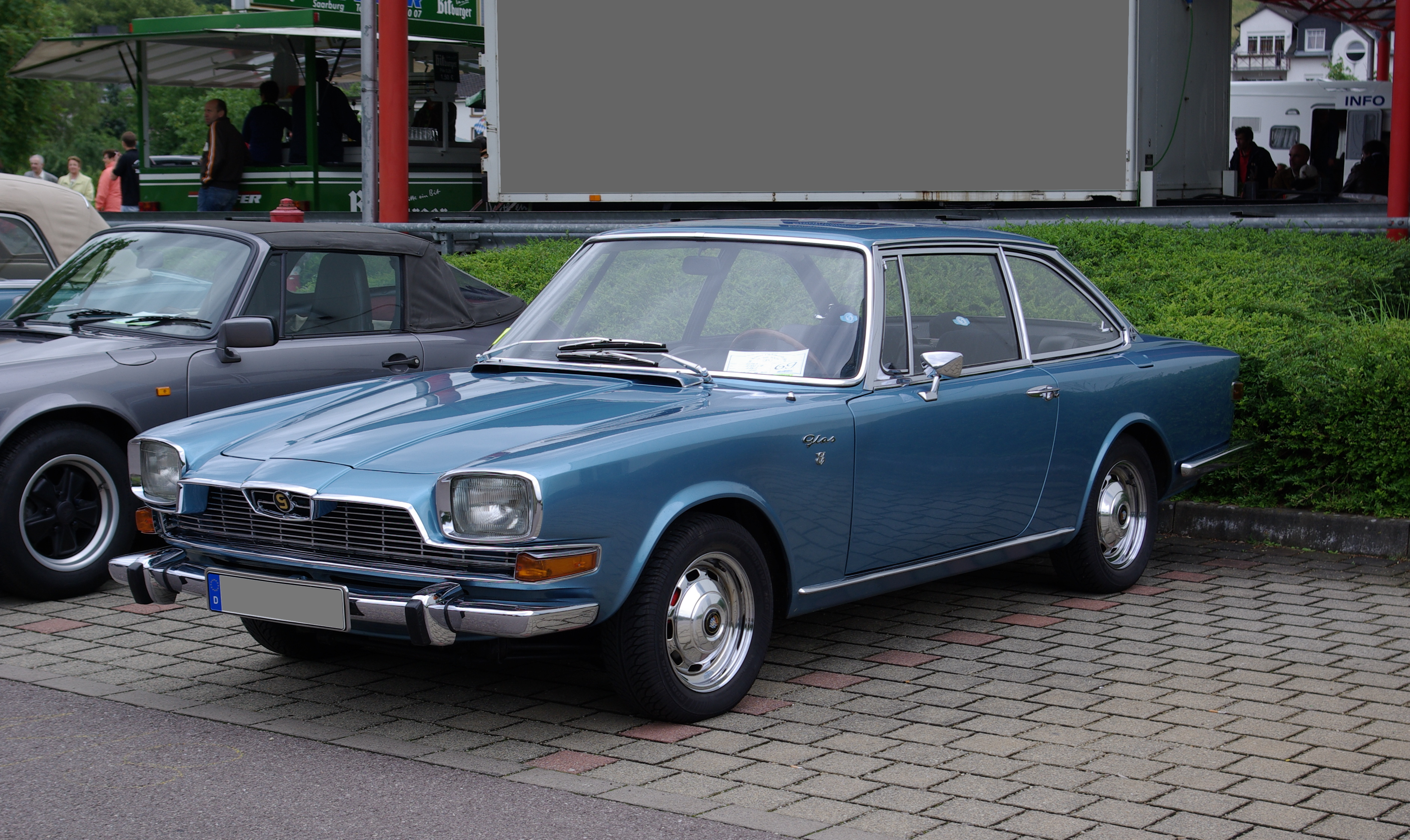
グラース2600
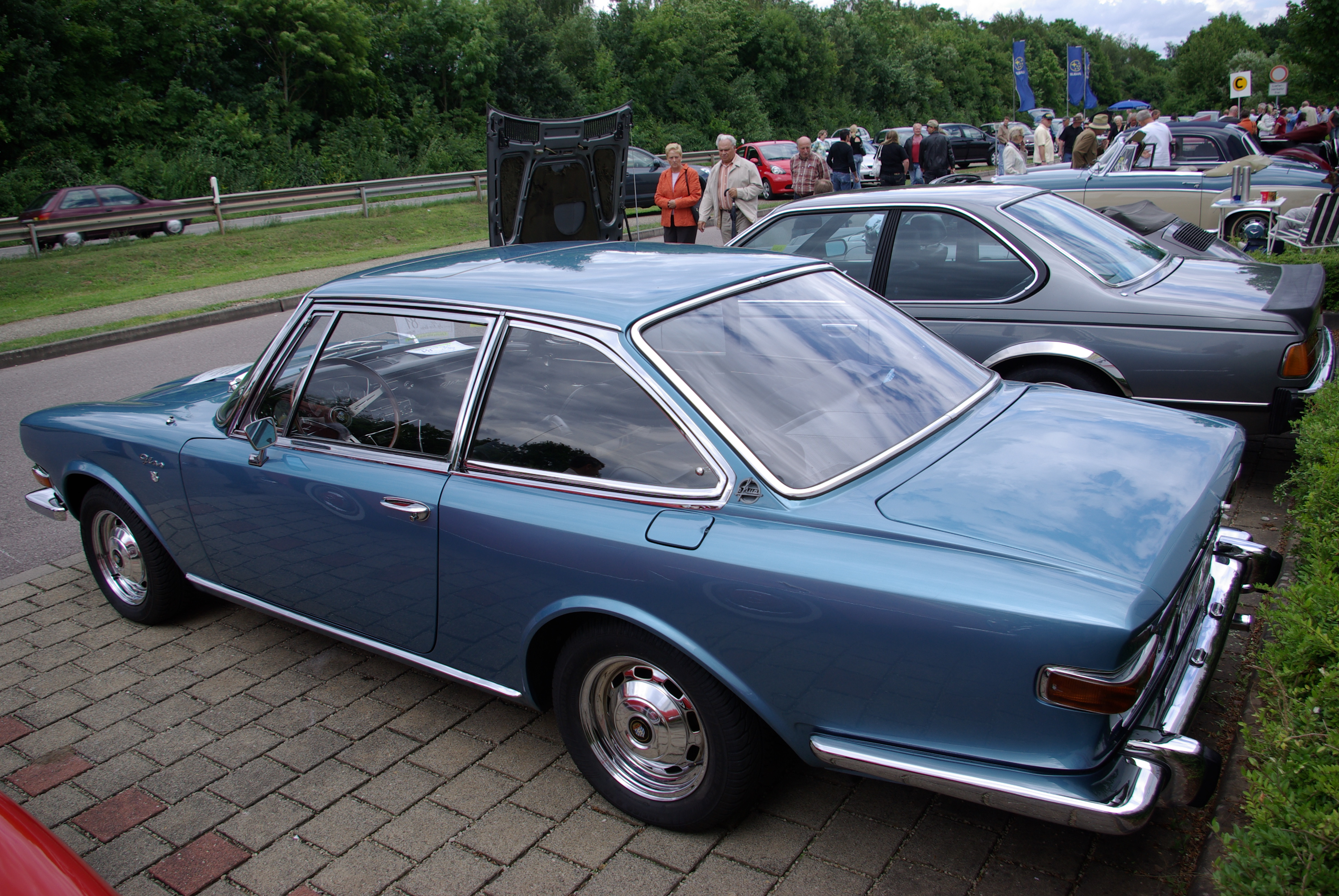
グラース2600